# Il·lustració a Mallorca
La Il·lustració cobreix el període comprès entre el regnat de Carles IV (1788-1808) i la invasió napoleònica (1808-1814), quan agonitza l'Antic Règim i s'estableixen les bases de l'Edat contemporània. Aquest ampli moviment cerca una transformació econòmica i social i imposa una nova visió del món basada en l'universalisme. A l'estat espanyol la Il·lustració és un àmbit de topada entre el reformisme i el conservadorisme. A Mallorca la Societat Econòmica Mallorquina d'Amics del País és una entitat que propugna la modernització econòmica i recull els ideals reformistes dels il·lustrats.

## La Societat Econòmica Mallorquina d'Amics del País
La SEMAP, fundada l'any 1778 segons el model de la de Madrid, pretenia impulsar un canvi econòmic reformador. Per fer-lo efectiu crearen les comissions d'agricultura, comerç i navegació, indústria, arts i educació. La seva influència va ser positiva, en general, encara que de resultats limitats. Responia a la voluntat reformadora de la monarquia il·lustrada i arreplegava una part de la noblesa, del sector més il·lustrat del clergat i alguns personatges de la classe mitjana.

## La reforma universitària
La fase superior del projecte educatiu il·lustrat va ser la reforma universitària. La redacció d'un pla general s'inicià el 1770 amb una ordre del Consejo de Castilla i es promulgà l'any 1807. La Universitat de Mallorca redactà tres informes. En aquests textos es fa referència a la pobra dotació de les càtedres i a la nul·la aplicació dels escolars. L'acord entre la SEMAP i la Universitat va permetre la creació de l'Acadèmia Mèdico-Pràctica de Mallorca, aprovada l'any 1788 per Carles III. Mentrestant l'Ajuntament de Palma completava el pla amb l'erecció de l'Escola Mallorquina d'Anatomia i Cirurgia.

## La premsa
La premsa era per als il·lustrats un important mitjà de transformació social i ideològica. El primer periòdic balear, iniciat el 13 de març de 1779, era un full setmanal, que sortia el dissabte, amb el títol de Noticia periódica de los precios corrientes en la semana y otras curiosidades que ofrece al público la muy ilustre Sociedad de Amigos del País de Mallorca. Els seus inspiradors (Antoni Despuig, fra Llorenç Despuig, Pere de Verí, Antoni Montis, Antoni Pujols, Antoni Desbrull i Bernat Contestí) publicaven disposicions oficials, curiositats i extractes d'escrits econòmics.
A partir de 1808, la minoria liberal de la Societat Econòmica Mallorquina d'Amics del País es manifestarà més obertament. Durant els anys 1812-1813 el diari La Aurora Patriótica Mallorquina redactat per Isidoro de Antillón, Guillem Ignasi de Montis, Miguel de Victórica, Joaquim Porras i l'excaputxí Josep Badia, serà el defensor de les idees constitucionalistes. El corrent conservador s'expressà a través de la Gazeta Triunfo Mensual del Centro de Sóller (1812), El amigo de la verdad (1812-1813), el Semanario cristiano-político de Mallorca (1812-1814) (dirigit per Ramon Strauch i Vidal) i el Diari de Buja (1812-1813) dirigit pel frare trinitari Miquel Ferrer.

## El teatre
El teatre fou un dels mitjans més efectius per a socialitzar la cultura. Els il·lustrats comprengueren la seva força educativa i lluitaren per una popularització. Els autors mésrepresentats en el segle xviii mallorquí foren Calderón, Moreto, Rojas Zorrilla i Lope de Vega. El teatre mallorquí tradicional se centrava en els cicles de Nadal i Passió, a més d'¡entremesos, peces pòpulars i costumistes.

## Jeroni Palou i la filosofia de l'experiència
A la segona meitat del segle xviii arribaren a Mallorca les influències del racionalisme continental i l'empirisme anglès. Jeroni Palou (Mallorca,segle XVIII-Palma, 1782) l'any 1742 era Mestre en Arts o Filosofia i aspirava al grau de medicina, facultat de la qual fou catedràtic d'anatomia. Palou en la seva Aprovación apologética rebutja la utilitat de la filosofia aistotélico-escolástica en la medicina i afirma la primacia absoluta de l'experiència en l'àmbit de la ciència, ja que sols se sap el que s'experimenta, no el que s'opina.

## El lul·lisme d'Antoni Ramon Pasqual i Fleixes
Pasqual rebat les acusacions dels dominicans antilul·listes, defensant l'obra de Ramon Llull i construint una filosofia del llenguatge que ubica l'obra lul·liana dins el context i dins la història. La seva filosofia és el resultat d'un gran esforç d'anàlisi i interpretació basat en una metodologia crítica que recull la concepció il·lustrada i una filosofia de la naturalesa que intenta harmonitzar la tradició cosmològica amb els resultats de la renovació científica.

## Bartomeu Pou, iniciador a l'estat espanyol de la història de la filosofia
La Il·lustració fa sempre un plantejament històric. El mallorquí Bartomeu Pou és el primer pensador a l'estat espanyol en iniciar una història de la filosofia (1763). L'orientació històrica obligava a defugir estrets límits ideològics per a estudiar les doctrines dels filòsofs antics i moderns. Bartomeu Pou i Puigserver havia nascut a Algaida i estudiat gramàtica i filosofia a Montision. L'any 1740 llegí una tesi en el convent de Sant Francesc de Palma sota la direcció de Fra Juníper Serra. L'any 1746 ingressà a la companyia de Jesús. Va ser catedràtic d'humanitats a la Universitat de Cervera i després residí a Tarragona.
L'obra més important del jesuita algaidí són les Thesses bilbilitanae Institutionum Historiae Philosophiae, libri XII (1763), segons Miquel Batllori i altres, la primera història de la filosofia escrita a l'estat. Pou insisteix sobretot en Ramon Llull, populari meo, i amb Lluís Vives. Cal destacar també Los nueve libros de la Historia de Halicarnaso (Bolonya, 1774-1785).

## El panmallorquinisme de Bonaventura Serra
Bonaventura Serra i Ferragut en la seva obra Glorias de Mallorca analitza els problemes de la cultura mallorquina seguint els esquemes del P. Feijóo a les seves Glorias de España. La seva intenció és lloar les gestes i fets dels mallorquins. La visió de Serra, segons Sebastià Trias Mercant, abastava tots els camps de la cultura mallorquina. Miquel dels Sants Oliver en fa una valoració crítica: Serra va acumular molts de coneixements però va estar mancat de mètode i ordre. Cal destacr el cercle cultural que girava entorn de Serra, amb personatges com Togores, Despuig, Montis, Pueyo i el marquès de Campo Franco.: 

## Cristòfol Cladera, eltresorer Cladera, erudit i afrancesat
La vida del pobler Cristòfol Cladera i Company (1760-1816) transcorregué durant els regnats de Carles III, Carles IV i la invasió napoleònica. Estudià a Múrcia i es doctorà a Oriola. Visqué a Cadis on, segons Josep Sureda i Blanes, es decantà cap al racionalisme especulatiu de la França revolucionaria. A Madrid, ingressà a la Reial Acadèmia de Dret Espanyol i Públic de Santa Bàrbara i més tard entrà a la Societat Econòmica. Publicà Espíritu de los mejores Diarios Literarios que se publican en Europa, un periòdic que sortia cada dilluns a partir de 76 publicacions estrangeres. A Madrid va fer amistat amb Bernat Nadal i Crespí, futur bisbe de Mallorca, al qual substituí a la Secretaría de Interpretación de Lenguas. El 1792 prengué possessió de la dignitat de tresorer de la Seu de Mallorca.
Entre altres obres el tresorer Cladera escriguí Del Dios Hércules y otras Divinidades gentilicias (Madrid, 1798), Investigaciones históricas sobre descubrimientos españoles en el Mar Oceano en el siglo XV i principios del XVI (Madrid, 1794) o Reflexiones sobre la intolerancia eclesiàstica (1809). Va ser un dels més importants afrancessats de Mallorca: signà la Constitució de Baiona, fou diputat a les Corts de Baiona i secretari d'estat. Amb el retorn del borbó Ferran VII fou desterrat. fins al 1816, any de la seva mort.
Cladera va ser un entusiasta de la Il·lustració europea. El segle xviii és el segle de la ciència, i aquesta ve definida pel progrés, la racionalitat i la utilitat. Com a mètode calia fer valer l'experiència i les percepcions del sentits (sensualisme) no el valor de l'autoritat.

## El catolicisme liberal del bisbe Bernat Nadal
El catolicisme liberal de Bernat Nadal concilia l'humanisme amb l'espiritulitat cristiana. L'obra de Nadal té molt en compte Johann Heinrich Pestalozzi en les seves idees sobre l'educació popular. La creació (1798) de la Casa d'Expòsits, la protecció de les Escoles patriòtiques i la modernització dels sistemes d'assistència va en aquesta línia. Però a més Nadal impulsa una vigorosa pastoral religiosa dirigida a la reforma dels costums i a establir una relació entre religió i política. Nadal s'oposà fermament a la invasió napoleònica, defensant la monarquia. El seu Discurso preliminar leído en las Cortes al presentar la Comisión de Constitución el proyecto de ella (Palma, 1813) és una obra bàsica, per bé que hi ha autors que creuen que el redactat és obra de la Comissió més que de Nadal. A les Corts de Cadis, Nadal defensà el constitucionalisme i s'oposà al despotisme.

## Antoni Desbrull i Boïl d'Arenós
Antoni Desbrull, marquès de la Casa Desbrull, era cavaller de l'Orde de Sant Joan de Malta i viatjà per Europa com a secretari del Gran Mestre. Fou un dels fundadors de la Societat Econòmica Mallorquina d'Amics del País. Va formular el liberalisme econòmic sobre la base de l'equilibri entre política, economia i formació científica.
Impulsà els ensenyaments de matemàtiques i les arts pràctiques, convençut de la utilitat pública de la tasca humana, i girant sempre sobre el concepte de ciutadà, que, segons ell, és aquell que sacrifica amb gust la seva pròpia sang, perquè la pàtria aconsegueixi el major esplendor en el gran teatre del món.